# Szylda
Szylda (ros. Шильда) – osiedle w Rosji, w obwodzie orenburskim, w rejonie adamowskim. W 2010 liczyło 2184 mieszkańców.